# Поладов, Эльшан Вахид оглы
Эльшан Вахид оглы Поладов (азерб. Elşən Vahid oğlu Poladov; 30 ноября 1979, Сумгаит, Азербайджанская ССР, СССР) — азербайджанский бывший футболист, игравший на позиции вратаря, и тренер.

## Клубная карьера
За свою футбольную карьеру выступал в составах клубов «Интер» (Баку), «Кяпаз» (Гянджа) и «МКТ-Араз» Имишли и «Олимпик» (Баку).
Сезон 2007/08 начинал в составе клуба МКТ-Араз (Имишли). Выступал за клуб в обеих играх на Кубок УЕФА против польского «Гроцлина», по итогам которых имишлийская команда выбыла из турнира. После этой неудачи президент клуба расформировал команду, а Поладов перешёл в клуб «Олимпик».
Летом 2012 года, после завершения срока контракта с гянджинским «Кяпазом», перешёл в бакинский «Интер», в составе которого и начиналась футбольная карьера Поладова.
В сентябре 2024 года он был назначен тренером вратарей молодёжной сборной Азербайджана до 16 лет.